# Alció de les Palau
L'alció de les Palau (Todiramphus pelewensis) és una espècie d'ocell de la família dels alcedínids (Alcedinidae) que habita el boscos humids de les terres baixes de l'arxipèlag de Palau, a l'oest de les Carolines.

## Taxonomia
Considerada una subespècie de Todiramphus cinnamominus va ser classificada una espècie de ple dret arran els treballs d'Andersen et al. 2015 i Clements et al. 2015.